# Roberto Chen
Roberto Leandro Chen Rodríguez (Isla Colón, Bocas del Toro, Panamá; 24 de mayo de 1994) es un futbolista panameño. Juega de defensa central en el Tauro FC de la Primera División de Panamá.

## Trayectoria
Roberto Chen empezó su carrera futbolística en las categorías inferiores del San Francisco FC donde se formó, y donde fue ascendiendo en todas las categorías del club. Sus buenas actuaciones lo llevaron a formar parte de la primera plantilla, debutando en la máxima categoría para el torneo LPF Apertura 2010 con tan solo 17 años de edad. Su físico y liderazgo en el terreno de juego lo convirtieron en titular indiscutible en la defensa, atrayendo las miradas de equipos extranjeros. El 30 de enero de 2013, en un partido de la liga panameña contra el Club Deportivo Plaza Amador, anotó su primer y único gol con la camiseta del San Francisco FC.
En 2011, San Francisco consiguió el torneo panameño de Clausura y se clasificó para la Concacaf Champions League donde Roberto Chen debutó por primera vez en un torneo continental con la victoria de San Francisco por 1-0 ante el Seattle Sounders, aunque su participación duró poco al perder San Francisco por 2-0 el partido de vuelta.

### Málaga CF
En verano de 2013 es traspasado por 400,000 euros al Málaga CF, firmando por cuatro temporadas y fue presentando el 5 de agosto de  2013 como nuevo fichaje del conjunto andaluz. Debutó en un partido de pretemporada jugado el 10 de agosto de 2013 contra el Aston Villa, en el cual cayeron derrotados por 3 a 2, Chen ingresó en el minuto 14 por lesión de Weligton, recibió una tarjeta amarilla y fue sustituido en el minuto 74.

#### SV Zulte Waregem
El 15 de enero de 2014 se confirma la llegada de Roberto Chen al Waregem de Bélgica, en modo de cesión sin opción de compra.

### Málaga CF
En el 2014 Roberto Chen casi no pudo jugar con el Málaga CF ya que sufrió una grave lesión en los ligamentos que lo dejó fuera prácticamente toda la temporada

### Vuelta al San Francisco
A principios de enero del 2016, Chen rescindió de su contrato con el Málaga CF, ya que ninguno de los dos clubes en los que estuvo cedido le otorgó minutos de juego significativo.
Chen firma con el club estadounidense en enero de 2016, Sin embargo las plazas Internacionales del club estaban agotadas y Chen tuvo que volver al club de sus inicios el San Francisco FC.

### Rionegro Águilas
El 25 de junio de 2016 se vinculó a las filas del Rionegro Águilas de la Categoría Primera A. 

### Dep. Árabe Unido
El 31 de enero de 2017 ficha el por club de la Costa Atlántica como refuerzo en la zaga central.

### Liga Deportiva Alajuelense
En diciembre de 2017 ficha por Liga Deportiva Alajuelense como refuerzo en la defensa. En su debut con la camisa rojinegra en la jornada 2 frente a Limón FC, sufrió una grave lesión que lo dejó fuera de todo el campeonato y no volvió a jugar con la Liga Deportiva Alajuelense.

### Deportivo Árabe Unido
Regresó al Árabe Unido el 30 de junio de 2018.

## Selección Panamá
Ha sido el único jugador panameño que integró en un mismo año las selecciones Sub-17, Sub-20 y la absoluta de Panamá, haciendo su debut con la selección el 2 de septiembre de 2011, en un partido en el cual la selección panameña venció por 1-2 a Nicaragua en las eliminatorias de clasificación para la Copa del Mundo del 2014.

También fue convocado para la Copa de Oro de la Concacaf 2013 siendo esta su primera participación en un torneo internacional con la selección panameña en la que Chen consiguió una buena actuación al acabar Panamá subcampeona del torneo tras caer en la final por 1-0 ante  Estados Unidos habiendo eliminado anteriormente a Cuba y México.
El 10 de septiembre de 2013, anotó su primer gol con la selección en un partido de clasificación para la Copa del Mundo del 2014 contra Honduras en el minuto 90 de partido, lo que suponía el empate en el marcador.

### Participaciones en selección nacional
| Copa                      | Categoría | Sede           | Resultado        | Partidos | Goles |
| ------------------------- | --------- | -------------- | ---------------- | -------- | ----- |
| Campeonato Sub-17 2011    | Sub-17    | Jamaica        | Tercer lugar     | 7        | 0     |
| Campeonato Sub-20 2011    | Sub-20    | Guatemala      | Cuarto lugar     | 6        | 0     |
| Copa Mundial Sub-17 2011  | Sub-17    | México         | Octavos de final | 4        | 0     |
| Campeonato Sub-20 2013    | Sub-20    | México         | Cuartos de final | 3        | 0     |
| Copa Oro 2013             | Mayor     | Estados Unidos | Subcampeón       | 6        | 0     |
| Copa Centroamericana 2014 | Mayor     | Estados Unidos | Subcampeón       | 1        | 0     |
| Preolímpico 2015          | Sub-23    | Estados Unidos | Fase de grupos   | 3        | 0     |
| Copa Oro 2017             | Mayor     | Estados Unidos | Cuartos de final | 3        | 0     |

### Goles internacionales
| Gol | Fecha                    | Lugar                                                  | Oponente | Anotación | Resultado | Competición               |
| --- | ------------------------ | ------------------------------------------------------ | -------- | --------- | --------- | ------------------------- |
| 1   | 11 de septiembre de 2013 | Estadio Nacional de Tegucigalpa, Tegucigalpa, Honduras | Honduras | 2-2       | 2-2       | Eliminatoria Mundial 2014 |

## Clubes
| Club                       | País        | Año           |
| -------------------------- | ----------- | ------------- |
| San Francisco F. C.        | Panamá      | 2010-2013     |
| Málaga C. F.               | España      | 2013          |
| SV Zulte Waregem (cedido)  | Bélgica     | 2014          |
| Málaga C. F.               | España      | 2014-2015     |
| R. B. Linense (cedido)     | España      | 2015          |
| San Francisco F. C.        | Panamá      | 2016          |
| Rionegro Águilas           | Colombia    | 2016          |
| Deportivo Árabe Unido      | Panamá      | 2017          |
| Liga Deportiva Alajuelense | Costa Rica  | 2018          |
| Deportivo Árabe Unido      | Panamá      | 2018-2020     |
| San Francisco F. C.        | Panamá      | 2020-2021     |
| C. D. FAS                  | El Salvador | 2021 - 2022   |
| Sporting San Miguelito     | Panamá      | 2022          |
| UMECIT F. C.               | Panamá      | 2023          |
| Tauro F. C.                | Panamá      | 2024-presente |

## Palmarés

### Campeonatos nacionales
| Título           | Club     | País        | Año    |
| ---------------- | -------- | ----------- | ------ |
| Liga Mayor       | CD FAS   | El Salvador | 2021-C |
| Primera División | Tauro FC | Panamá      | 2024-A |